# Клуб Віри Менчик

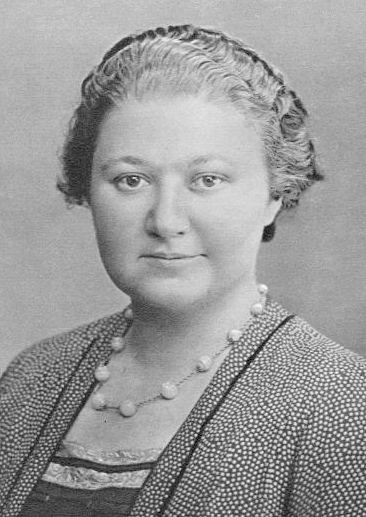
Вера Менчик

Клуб Віри (Вери) Менчик — символічний клуб, який об'єднує чоловіків-шахістів, котрі програли партії Вірі Менчик — чемпіонці світу, найсильнішій шахістці світу 1920-1940-х років.

## Пропозиція створення
Участь 23-річної Вери Менчик у міжнародному турнірі в Карлсбаді 1929 деякі гросмейстери зустріли іронічно. На той час жінки рідко виступали у висококласних чоловічих змаганнях майстрів, а коли й виступали, то зазвичай посідали там останні місця. Тільки молода чемпіонка світу Вера Менчик мала в активі регулярні перемоги над майстрами, але її успіхи довгий час вважали дещо випадковими. Крім того, Менчик була наймолодшою учасницею карлсбаденського турніру. Змагання зібрало більшість світової шахової еліти: Хосе-Рауль Капабланка, Юхим Боголюбов, Арон Німцович, Ксавери Тартаковер, Макс Ейве, Френк Маршалл, Акіба Рубінштейн, Рудольф Шпільман та інші. Зважаючи на всі ці обставини, австрійський майстер Альберт Беккер перед турніром пожартував: «Домовмося! Хто програє чемпіонці, того приймуть у „клуб імені Вери Менчик“, який я пропоную створити».
Після двох поразок на старті Менчик перемогла в третьому турі саме Беккера. Увечері після поразки учасники турніру жартома запропонували обрати австрійського шахіста «головою» новоствореного клубу. Після одинадцятого туру членом клубу став німець Фрідріх Земіш. Це були єдині перемоги Вери Менчик на турнірі.

## Члени клубу
Список шахістів клубу і «рік вступу», тобто рік, коли їх обіграла Менчик.
- Конел Г'ю О'Донел Александер[2]
- Абрагам Баратц[3]
- Еро Бек[4]
- Альберт Беккер (1929)[5]
- Віктор Бюрґер (1932)[6]
- Хосе Вілардебо Пікурена (1929)[7]
- Вільям Вінтер (1932)[8]
- Гаррі Ґоломбек[джерело?]
- Тихомил Дрезга (1934)[9]
- Адольф Зайц[10]
- Фрідріх Земіш (1929)[11]
- Макс Ейве (1930)[12]
- Фредерік Єйтс (1928)[13]
- Едґар Колле (1929)[14]
- Фредерік Лазар (1929)[15]
- Жак Мізес (1942)[16]
- Стюарт Мілнер-Беррі (1932)[17]
- Реджинальд Прайс Мічелл (1928)[18]
- Карел Опоченський (1936)[19]
- Рамон Рей Ардід (1929)[20]
- Браян Райллі (1935)[21]
- Йозеф Рейфіфрж (1934)[22]
- Семюел Решевський (1935)[23]
- Анхель Рібера Арналь (1929)[24]
- Карел Скалічка (1936)[25]
- Стівен Френсіс Сміт (1928)[26]
- Мір Султан-Хан (1931/32)[27]
- Теодор Тайлор (1937)[28]
- Карел Трейбал (1936)[29]
- Джордж Алан Томас (1929) — один із рекордсменів клубу, програв 7 із 18 партій проти Менчик (+7 -7 =4)[30]
- Лайош Штейнер (1936)[31]
- Франтішек Шуберт (1928)[32]
- Пауліно Фрідман (1936)[33]